# Hyperolius sheldricki
Espèce
Statut de conservation UICN

 LC  : Préoccupation mineure
Hyperolius sheldricki est une espèce d'amphibiens de la famille des Hyperoliidae.

## Répartition
Cette espèce est endémique du Kenya. Elle se rencontre dans la province de la Côte,.

## Étymologie
Cette espèce est nommée en l'honneur de David Leslie William Sheldrick (1919-1977).

## Publication originale
- Duff-MacKay & Schiøtz, 1971 : A new Hyperolius (Amphibia, Anura) from Kenya. Journal of the East Africa Natural History Society, Nairobi, vol. 29, p. 1-3.